# Landgoed Clingendael
Clingendael is een landgoed met een 17e-eeuws huis gelegen op het grondgebied van de gemeente Wassenaar tegen de Haagse wijk Benoordenhout. Sinds 1982 is het Huys Clingendael in gebruik bij het Nederlands Instituut voor Internationale Betrekkingen Clingendael. Het geheel is eigendom van de gemeente Den Haag.

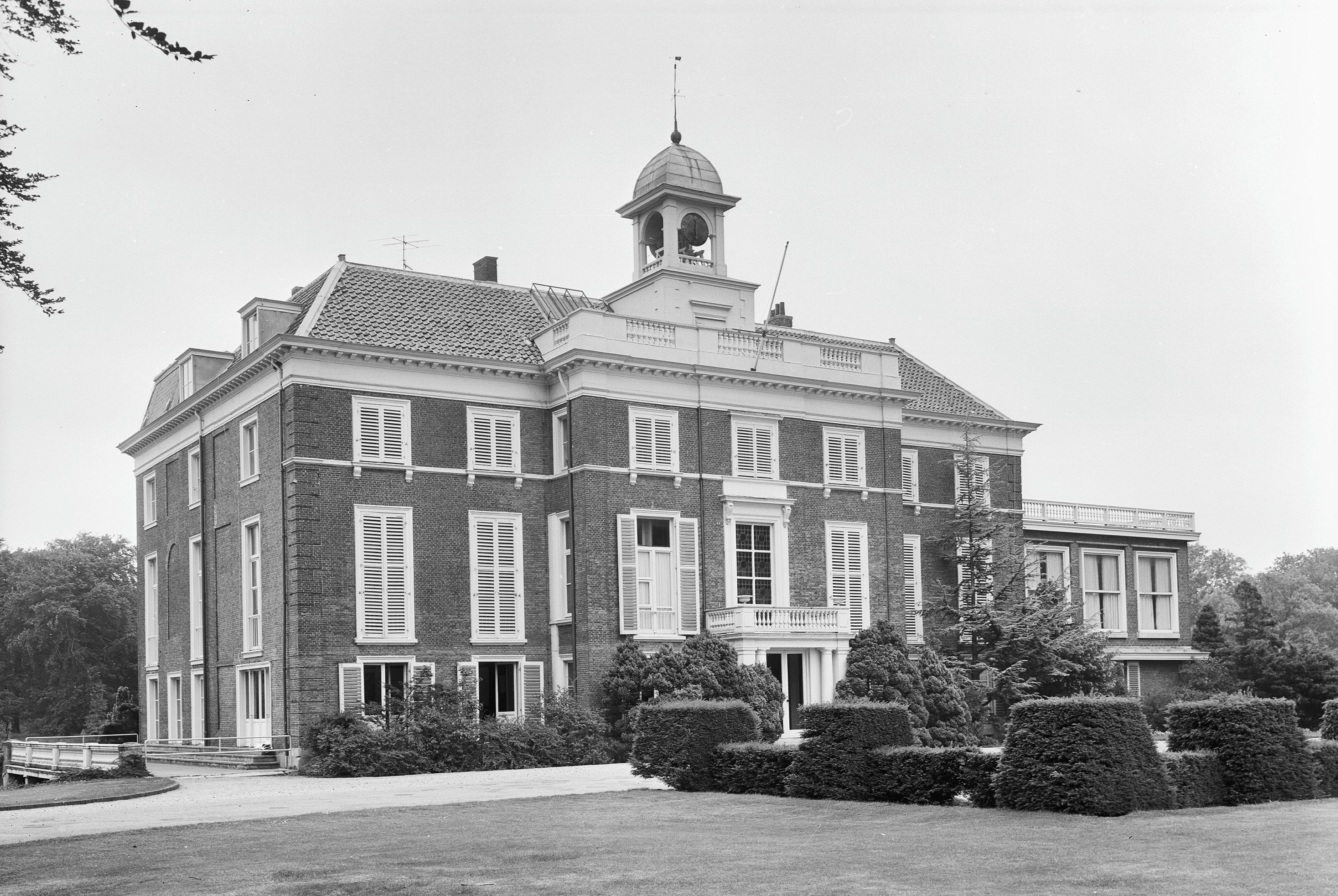
Clingendael in 1967.

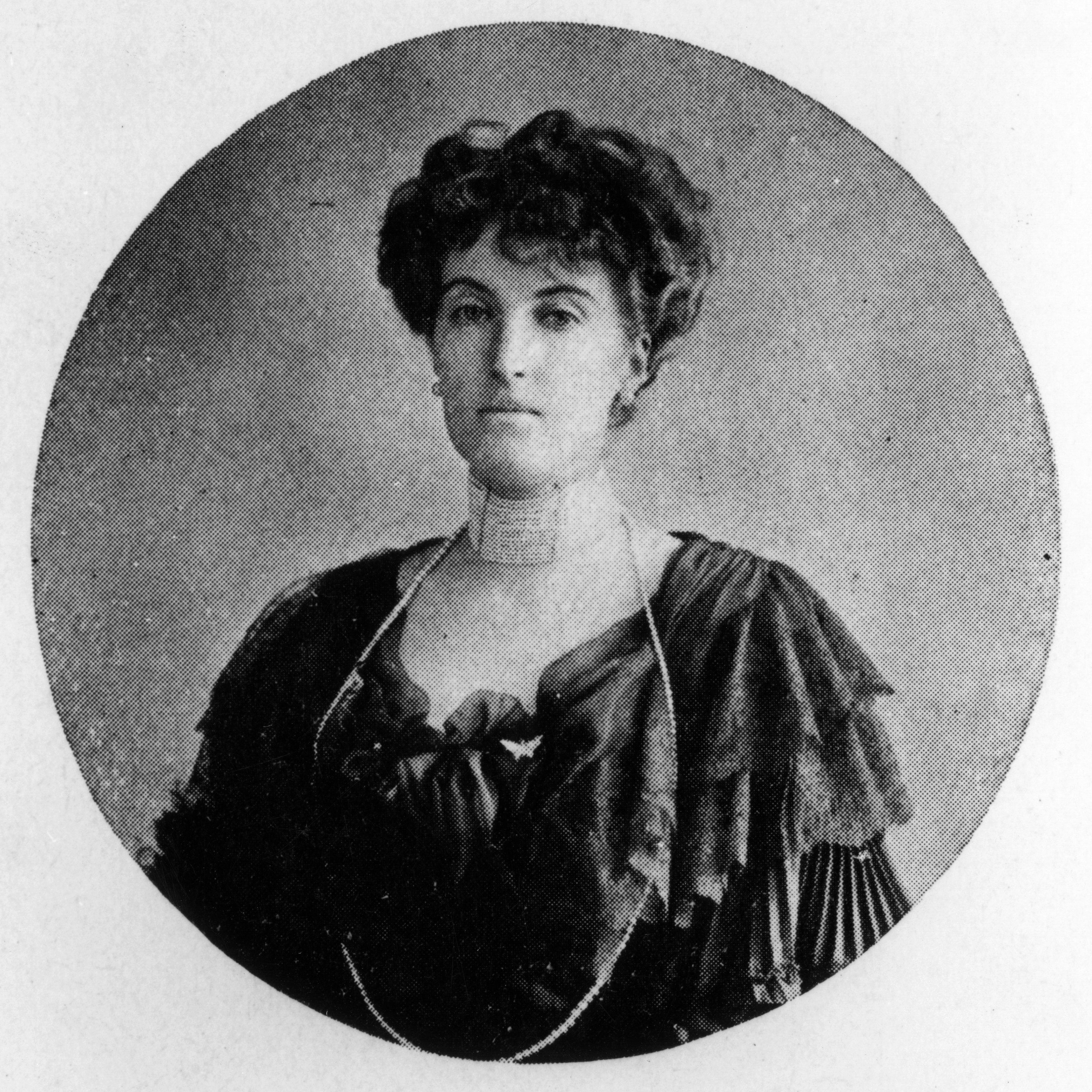
Freule Daisy

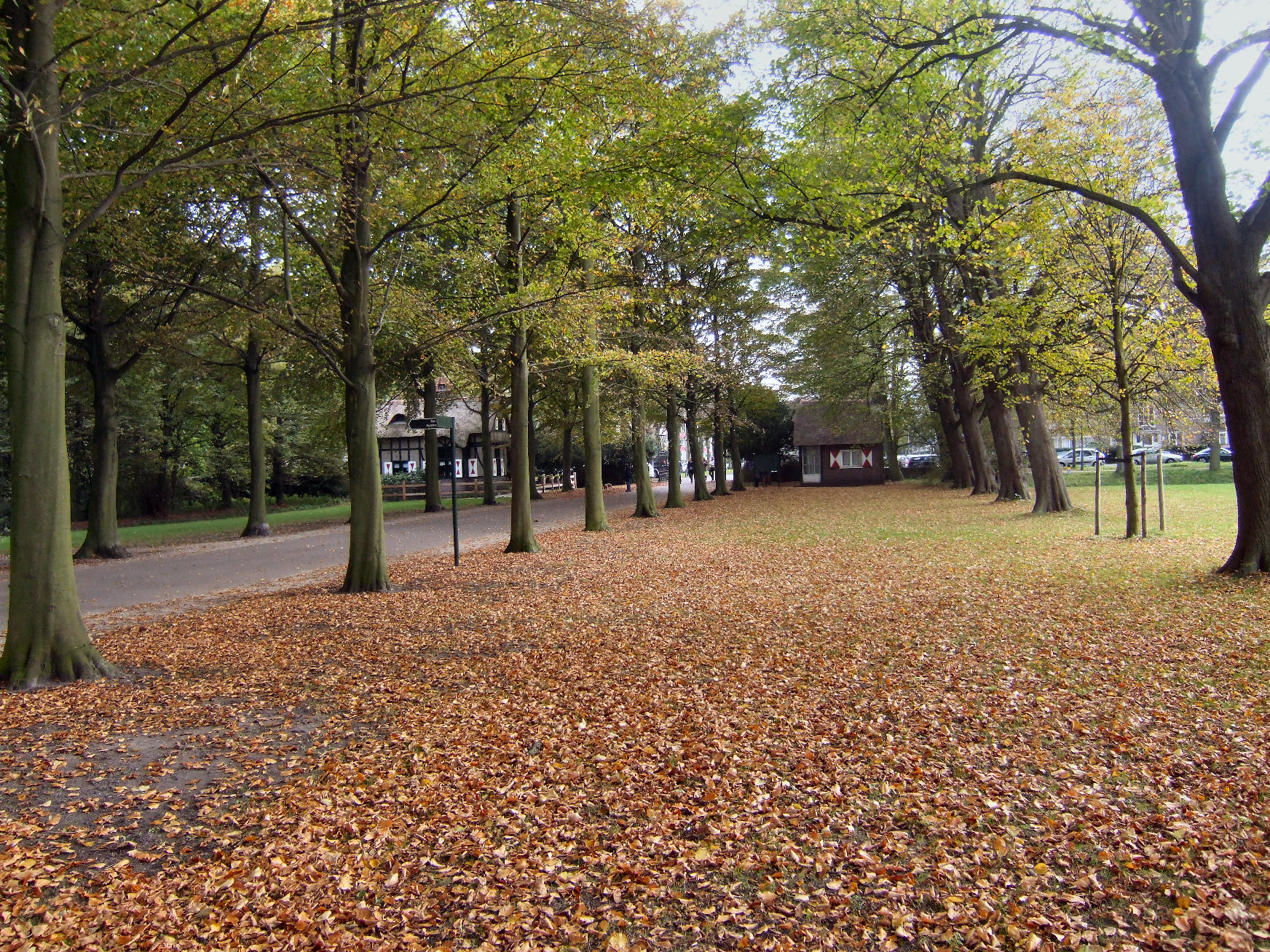
Oprijlaan van het landgoed.

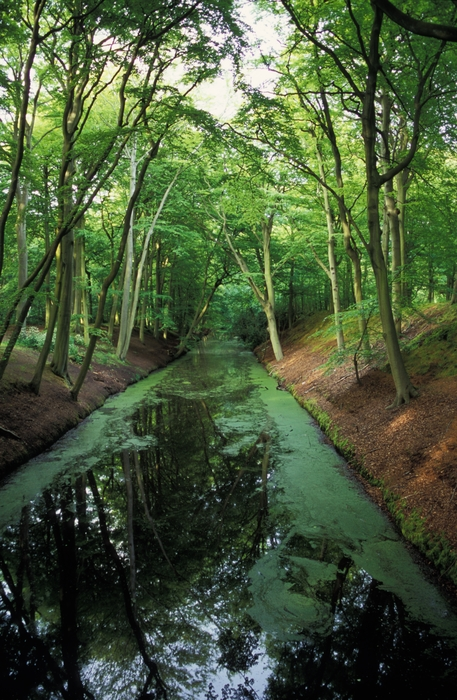
Park bij Clingendael.

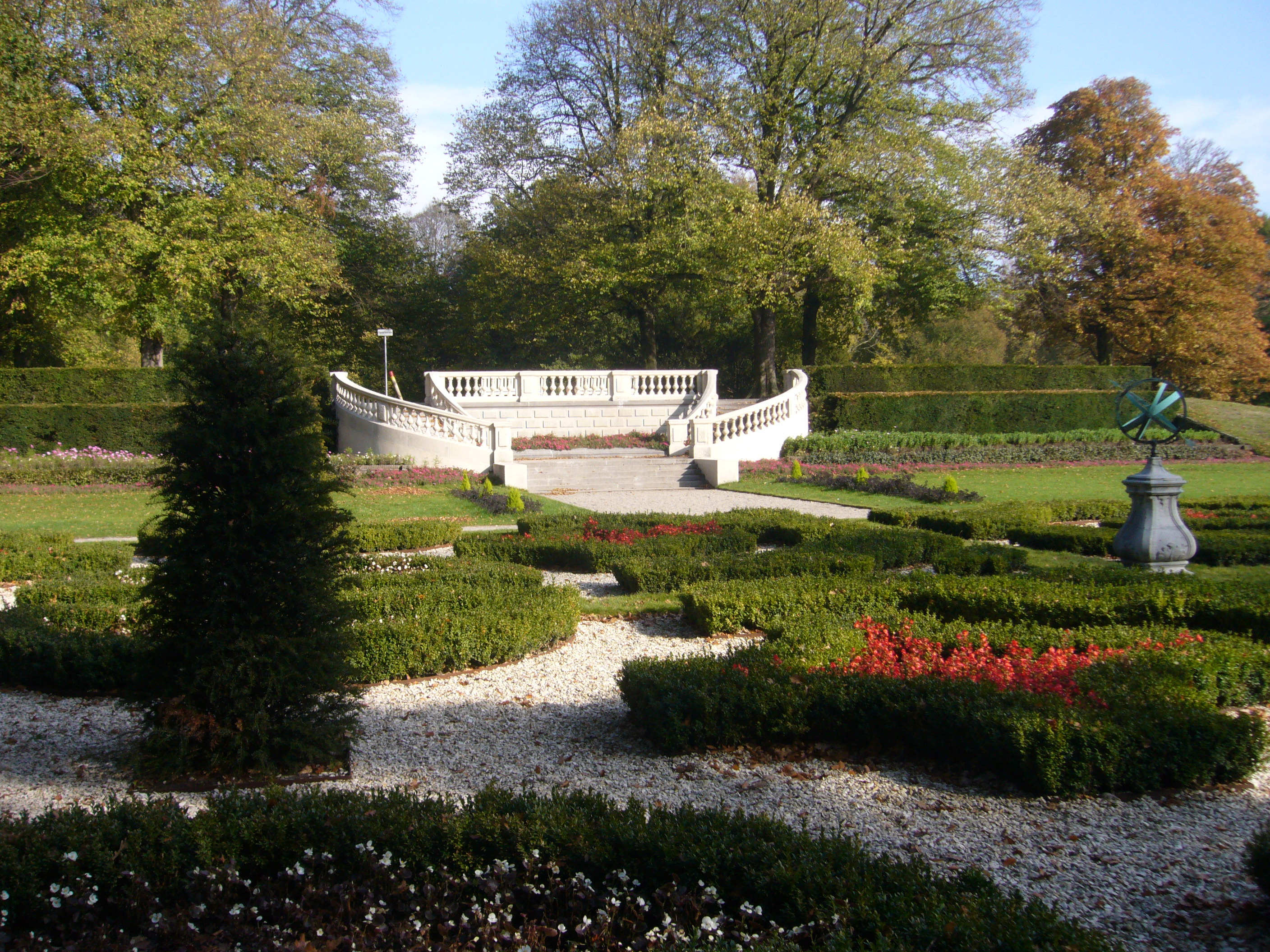
Hollandse tuin.

## Geschiedenis
In de 16de eeuw stond er een boerderij in de clinge (duinvallei) waar nu Clingendael ligt. In 1591 kocht Philips Doubleth de landerijen. Zijn kleinzoon Philips Doubleth III brak de boerderij af, bouwde er een landhuis en legde onder invloed van de Franse classicistische tuinarchitectuur een tuin in barokstijl aan met veel buxushagen en symmetrische patronen. Het huis werd een centrum van kunst en cultuur. Philips Doubleth III moeder Geertruid en zijn oom en schoonvader Constantijn Huygens speelden daarbij een belangrijke rol.
In 1804 kwam het landgoed Clingendael in handen van W.J. baron van Brienen van de Groote Lindt. In 1839 kocht diens zoon Arnoud het naastgelegen Landgoed Oosterbeek, dat slechts door een bochtige gracht van Clingendael is gescheiden. Hij huurde Jan David Zocher in om de tuinaanleg voor beide landgoederen aan te passen aan de eisen van zijn tijd. Arnoud van Brienens achterkleindochter, Marguérite barones van Brienen, bijgenaamd Freule Daisy (Den Haag 1871 – aldaar 1939), woonde er tot haar overlijden. Na een bezoek aan Japan liet zij op het landgoed een Japanse tuin aanleggen. In 1914 werd het huis verbouwd door de architect Johan Mutters en in 1915 uitgebreid door Co Brandes en J.Th. Wouters.

### De oorlogsjaren
Tijdens de Tweede Wereldoorlog werd het huis bewoond door rijkscommissaris Arthur Seyss-Inquart. Naast schuilplaatsen liet hij tegen de grens van landgoed Oosterbeek een als boerderij vermomde schuilbunker bouwen, met daartegenaan en op het landgoed Oosterbeek andere bunkers.
Op 14 maart 1942 werden Han Jordaan en Pim Boellaard onder anderen door Seyss-Inquart buiten ondervraagd. Op een voormalig koetshuis tegenover het grote huis is een plaquette die hieraan herinnert.
Het landgoed werd in 1943 onderdeel van de Atlantikwall, waarvoor vrij schootsveld nodig was. Bomen werden gekapt, bunkers aangelegd, en in het Benoordenhout werden huizen afgebroken. Ook de Haagse Dierentuin werd ontmanteld. Maar huize Clingendael mocht blijven staan en werd ommuurd tot een vesting. Toch vertrok rijkscommissaris Arthur Seyss-Inquart op 1 februari 1944 naar Apeldoorn, waar eerder al vele diensten waren ondergebracht en hij een gevorderde villa aan de Loolaan betrok. Hij had hiervoor al in 1943 de opdracht gegeven een communicatiebunker in de tuin te laten bouwen.

### Na de oorlog
Na de oorlog trok Edgar baron Michiels van Verduynen, een neef van Marguérite van Brienen, er in met zijn echtgenote, Henriëtte Elisabeth baronesse Michiels van Verduynen-Jochems, alsook de Duitse baron Johann von Ripperda. In 1953, een jaar na het overlijden van Michiels van Verduynen, werden de tuinen en het park van Clingendael-Oosterbeek verkocht aan de gemeente Den Haag en voor het publiek opengesteld. Tot haar overlijden in 1968 mocht de barones op Clingendael-Oosterbeek blijven wonen. De zoon van de Duitse baron woonde tot zijn overlijden in het koetshuis.
Huys Clingendael werd in 1982 grondig verbouwd. Sindsdien is Instituut Clingendael er gehuisvest.

### Verkoop van het landgoed
In 1999 probeerde de gemeente Clingendael te verkopen aan de hoogst biedende, maar daar was veel protest tegen. Mogelijk zou er een hotel of conferentieoord komen. Om het protest te ondersteunen liet de Algemene Vereniging voor Natuurbescherming (AVN) een film maken door het duo Jan van den Ende en Monique van den Broek.
In 2006 stond het landgoed Clingendael in belangstelling toen de gemeente Den Haag overwoog een tot het landgoed behorend stuk grond ter beschikking te stellen voor de bouw van een nieuwe ambassade voor de Verenigde Staten van Amerika. Eind 2006 werd overeenstemming bereikt over de definitieve locatie voor de ambassade: de plek waar destijds een voetbalvereniging (VV JAC) en een hondenrenbaan gevestigd waren, aan de Waalsdorperlaan en de Benoordenhoutseweg, niet ver van Paleis Huis ten Bosch.
Dit gebied behoort tot de gemeente Wassenaar, maar de grond is in 2010 verkocht door de gemeente Den Haag. In 2018 is de ambassade vertrokken van het Lange Voorhout in Den Haag, waar de beveiligingsmaatregelen te veel problemen gaven. De verhuizing naar landgoed Clingendael stuit op veel weerstand van de inwoners van de wijk Benoordenhout en van milieugroepen, vanwege de ligging midden in een kwetsbaar natuurgebied. Volgens de planning is echter in 2013 met de bouw begonnen en heeft de verhuizing en opening plaats gevonden.

### Brand
In de nacht van 29 op 30 augustus 2013 brandde een deel van de boerderij af. Er waren geen slachtoffers. Toen de Japanse tuin in oktober twee weken open was, stond er een melkbus bij de ingang van de tuin om geld te verzamelen voor de gedupeerde boer. Wethouder Boudewijn Revis ondersteunde deze buurtactie en verdubbelde het opgehaalde bedrag.

## De bijgebouwen

### Het koetshuis
Tegenover het grote huis staat een oud koetshuis. Een deel ervan wordt bewoond, het overige is atelierruimte voor kunstenaars.

### Tuinmanswoningen
Bij de ingang van het park staan twee kleine huizen met rieten dak en luiken, die beschilderd zijn in de kleuren van het familiewapen, rood-wit. Links van de oprijlaan staat nog enkele personeelswoningen. Aan de Van Alkemadelaan staan nog twee 'Noorse' houten woningen uit 1931.

### Logeerhuis
Voor de Tweede Wereldoorlog stond het logeerhuis dichter bij het grote huis. In de oorlog heeft Seyss-Inquart het laten verplaatsen, zodat zijn zuster er kon wonen. Na de oorlog werd het een theeschenkerij.

### De ijskelder
Landgoederen hebben vaak een ijskelder. In de winter worden ijsblokken uit de gracht gebikt, en opgeslagen in een ijskelder in het bos. Er werd zaagsel in de kelder gebruikt om te voorkomen dat de blokken aan elkaar vroren. De ijskelder lag in de buurt van de oud-Hollandse tuin.

## De tuin
Baron van Brienen liet de tuin door Zocher aanpassen aan de Engelse landschapsstijl. Na Zocher werkten de tuinarchitecten Springer en Petzold op het landgoed.

### Japanse tuin
Het beroemdste deel van de tuin is ongetwijfeld de Japanse tuin, die slechts acht weken per jaar voor het publiek geopend is, omdat hij zo kwetsbaar is. Freule Daisy reisde veel en nam uit Japan lantaarns, een watervat en enkele bruggetjes mee die gebruikt werden in haar Japanse tuin. De tuin werd ontworpen en aangelegd met steun van haar tuinarchitect Theodoor Dinn. Het is nu de grootste Japanse tuin in Nederland met een oppervlakte van 6800 m². Sinds 2001 is de tuin een rijksmonument. In 2020 en 2021 was de tuin het hele jaar gesloten vanwege de coronapandemie die in 2020 uitbrak.
In 2008 is het paviljoen opgeknapt. De schuifpanelen, de 'shojis', waren in de oorlog verloren gegaan en zijn nu in Japan bijgemaakt. Ook is het rieten dak opgeknapt en zijn de twee bruggetjes vervangen door de zgn. aardbrug of 'dobashi'. Tuinarchitect Saburō Sone is door de gemeente uitgenodigd om te snoeien.
In 2013 werd op 27 april het 100-jarig bestaan van de tuin gevierd met een Japans festival van 10:30 uur - 20:00 uur. Op het programma stonden onder meer een Japanse fluitist, Japanse trommelaars, Japans zwaardvechten (Kendo), sushi maken en oosterse stoelmassage.

Beelden van de Japanse tuin
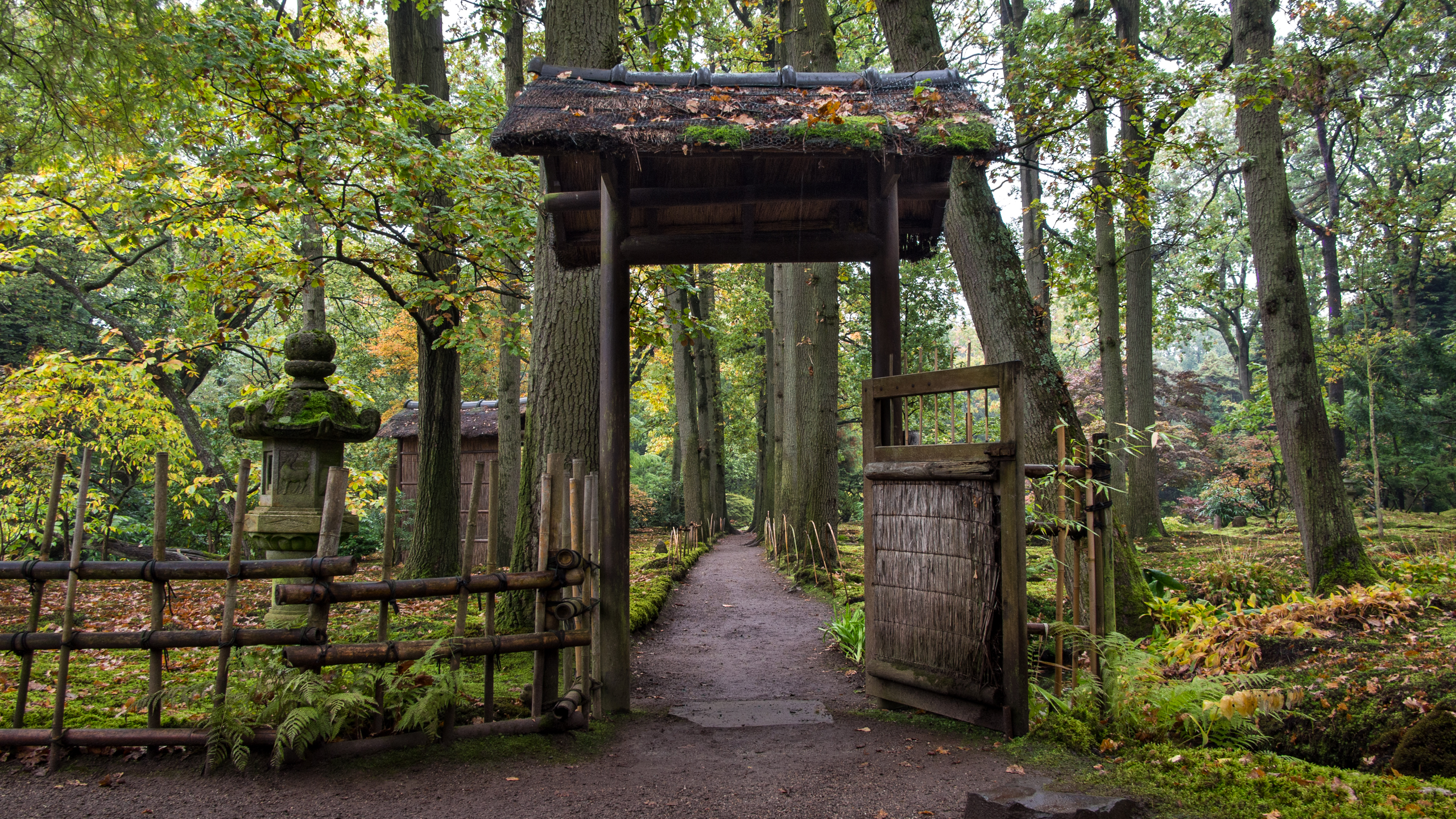
Toegangspoort naar de tuin
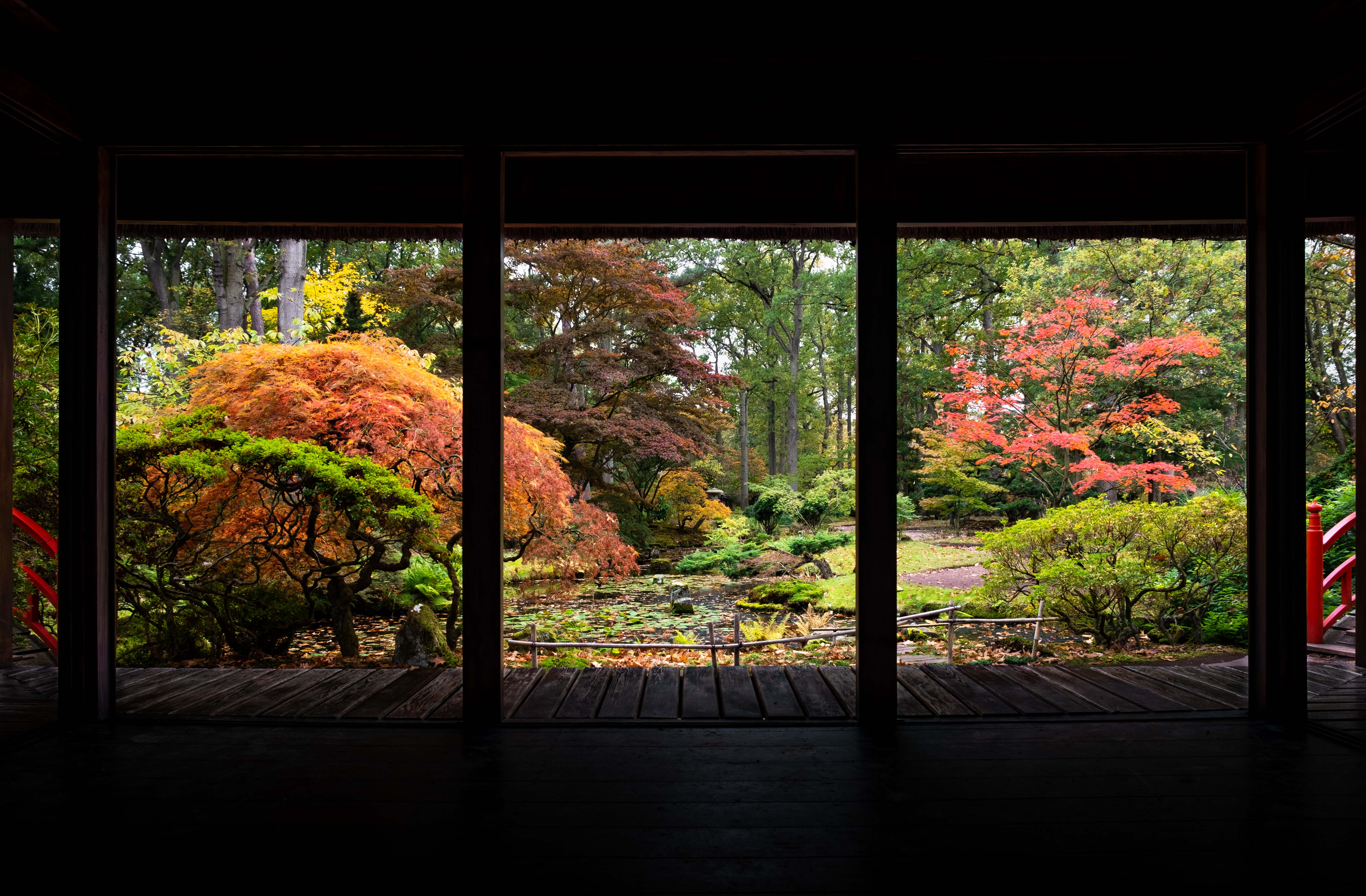
Blik op de tuin in herfstkleuren, vanuit het paviljoen
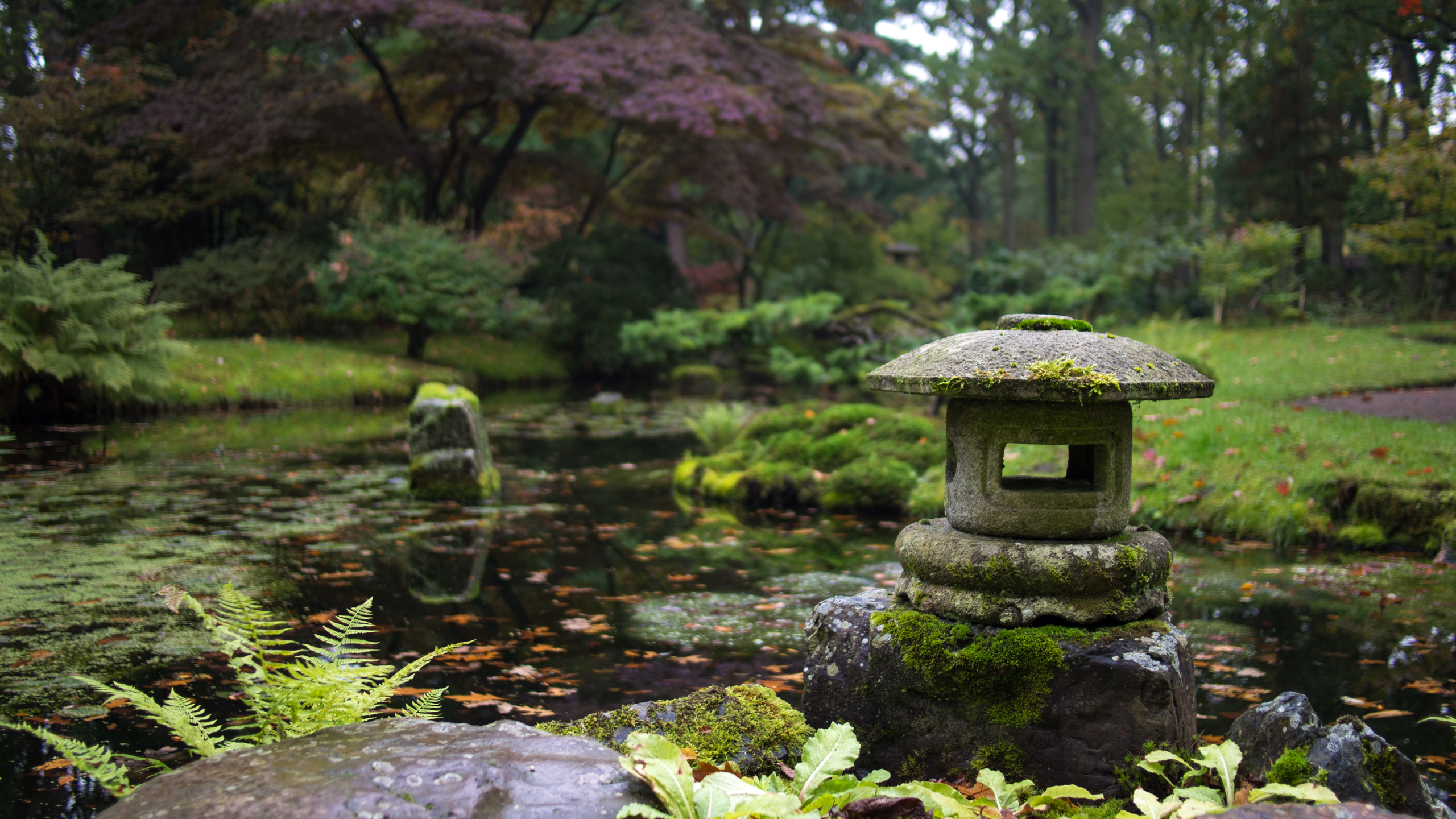
Een van de vele stenen lantaarns - tōrō - in de tuin
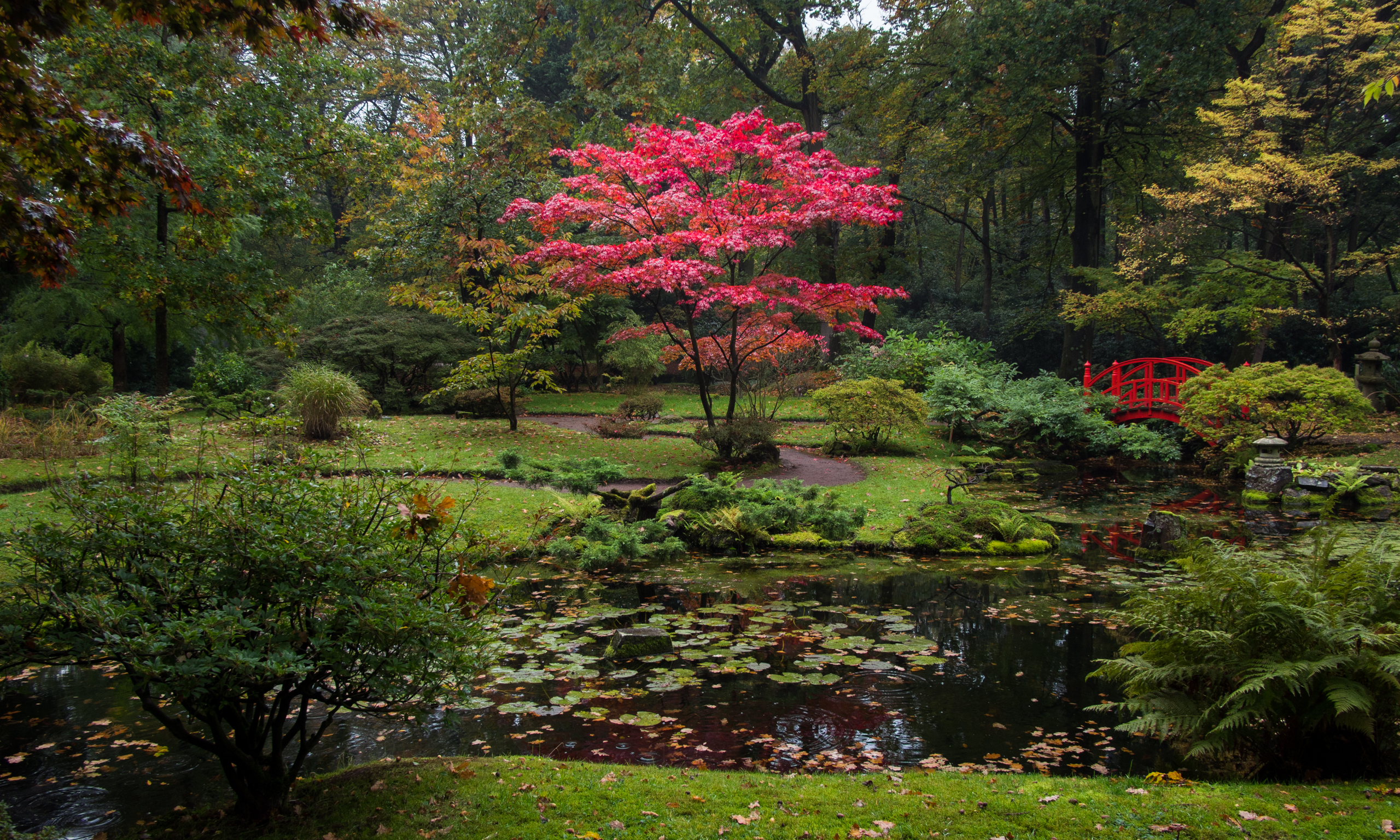
De roodkleurige Japanse esdoorn werd omstreeks 1910 geplant
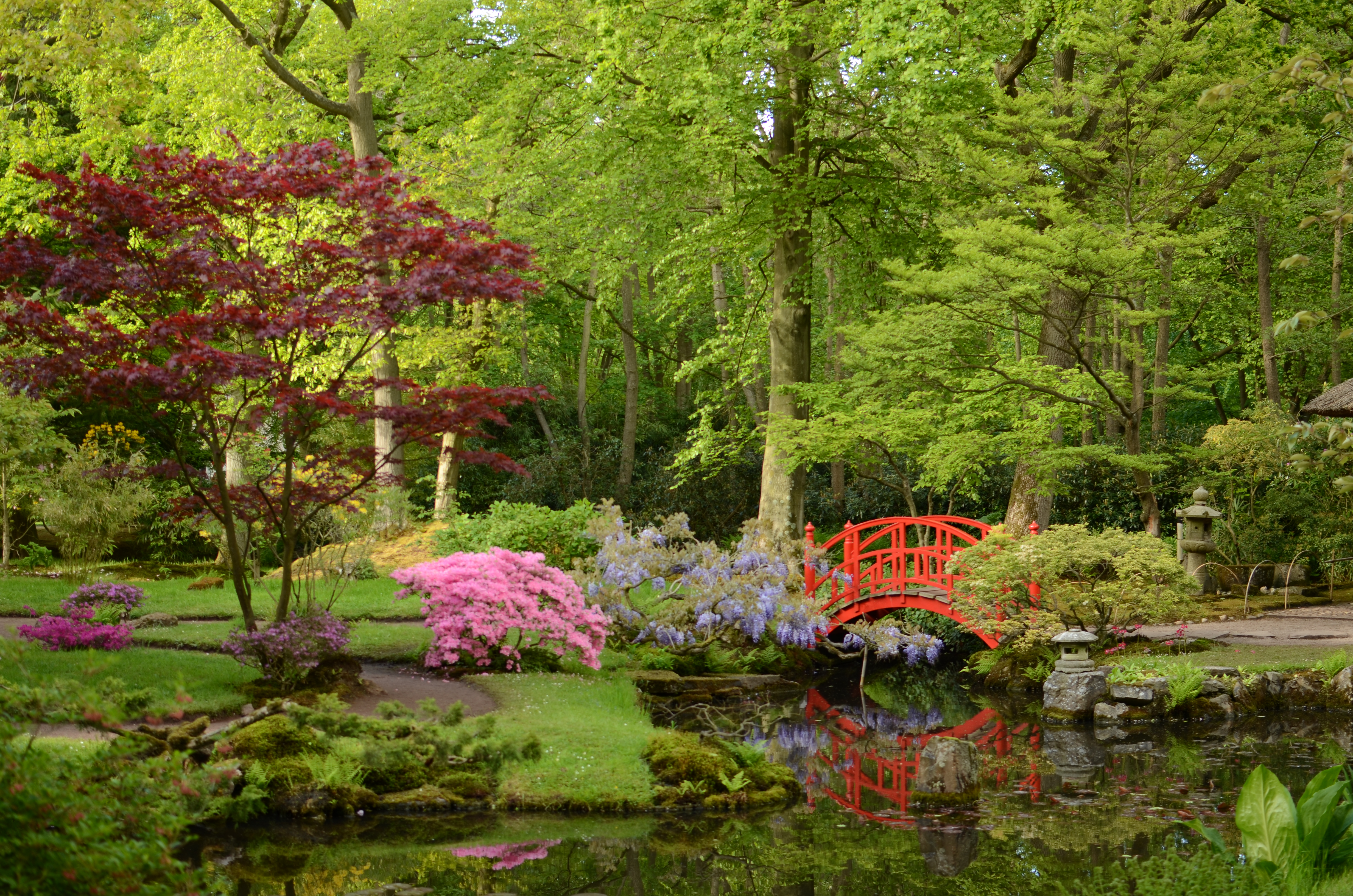
De Japanse tuin in de lente
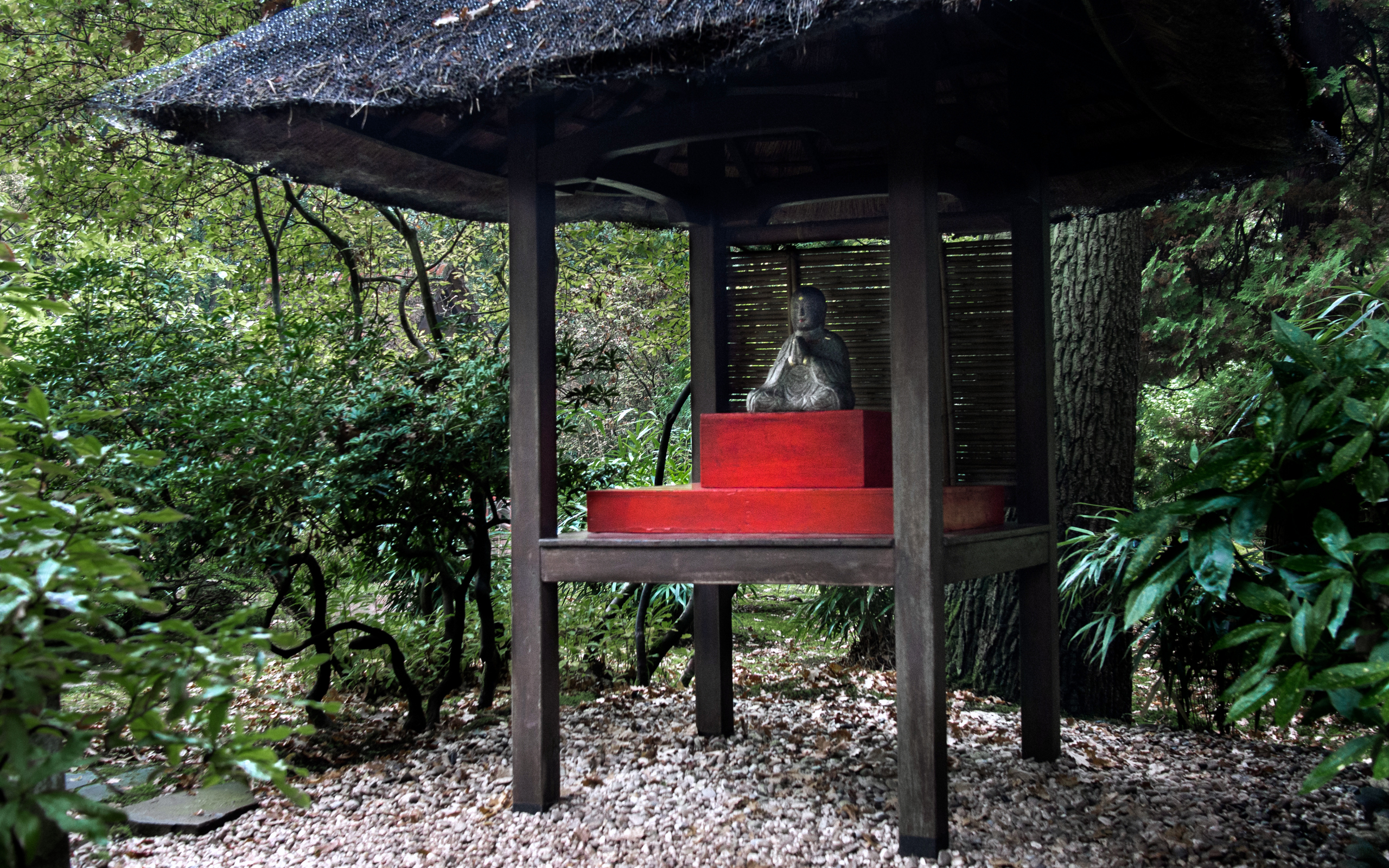
Boedhabeeld
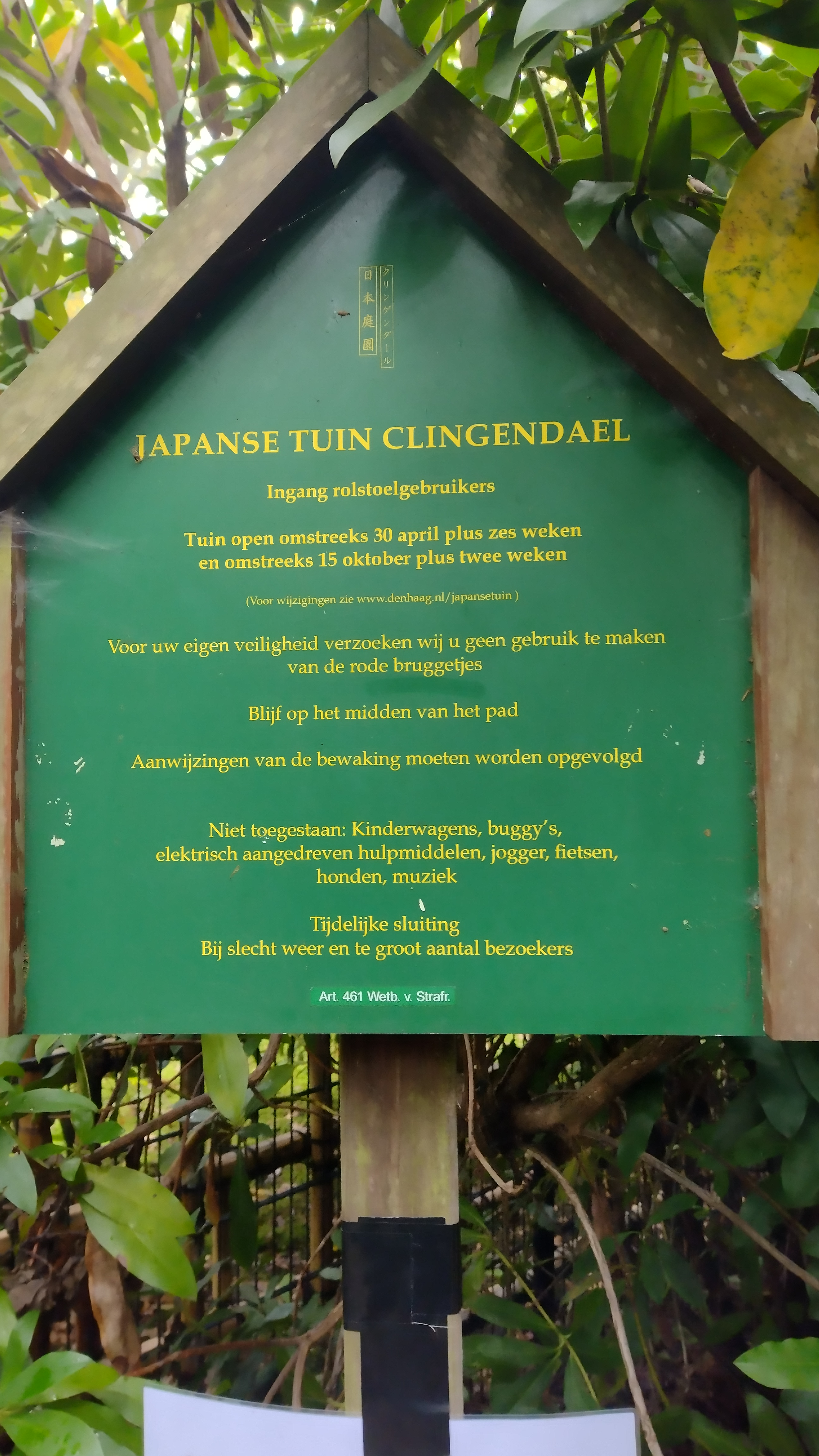
Bord met informatie bij de ingang
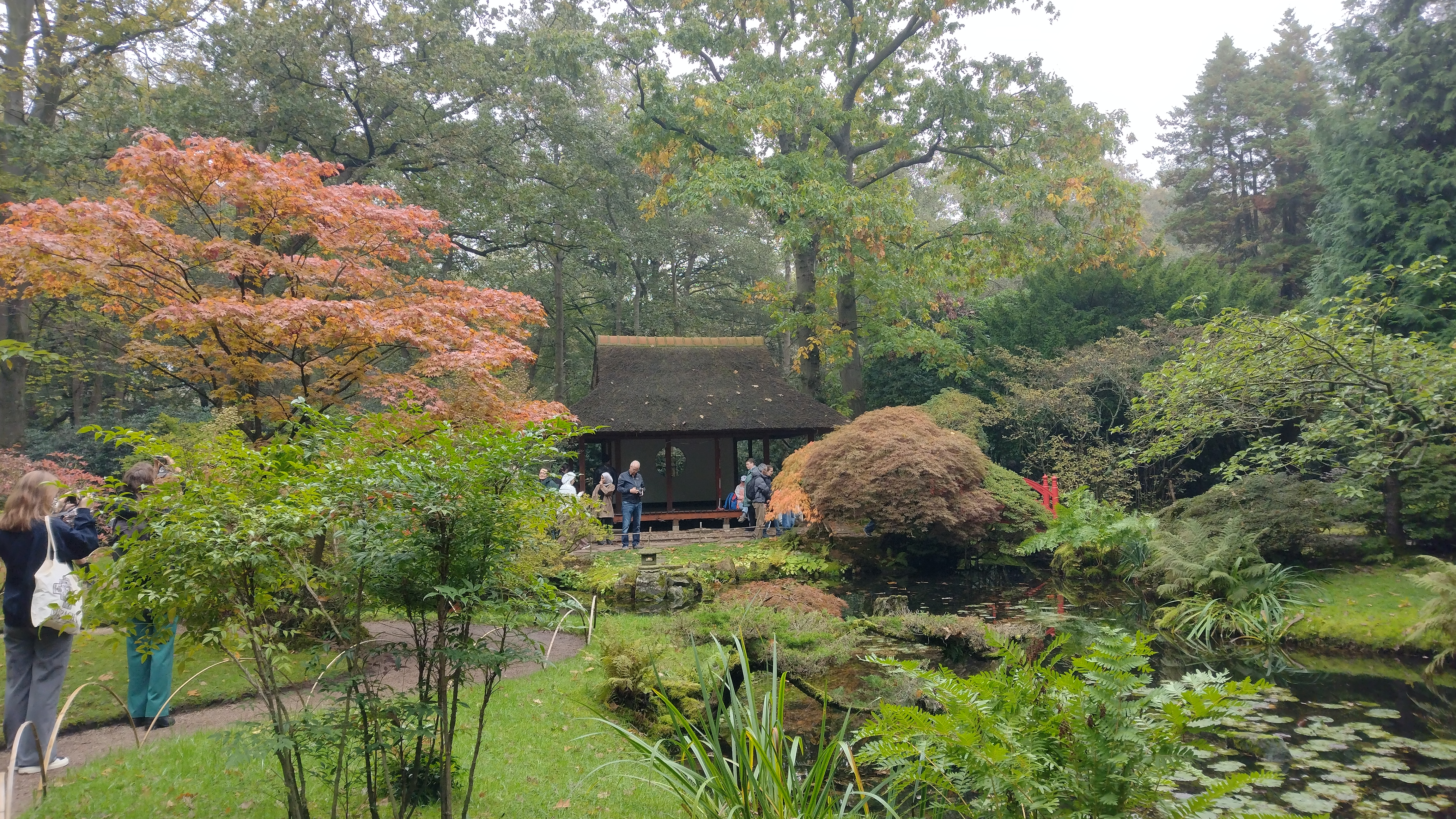
Tuin in 2023 met vele bezoekers

### Sterrenbos

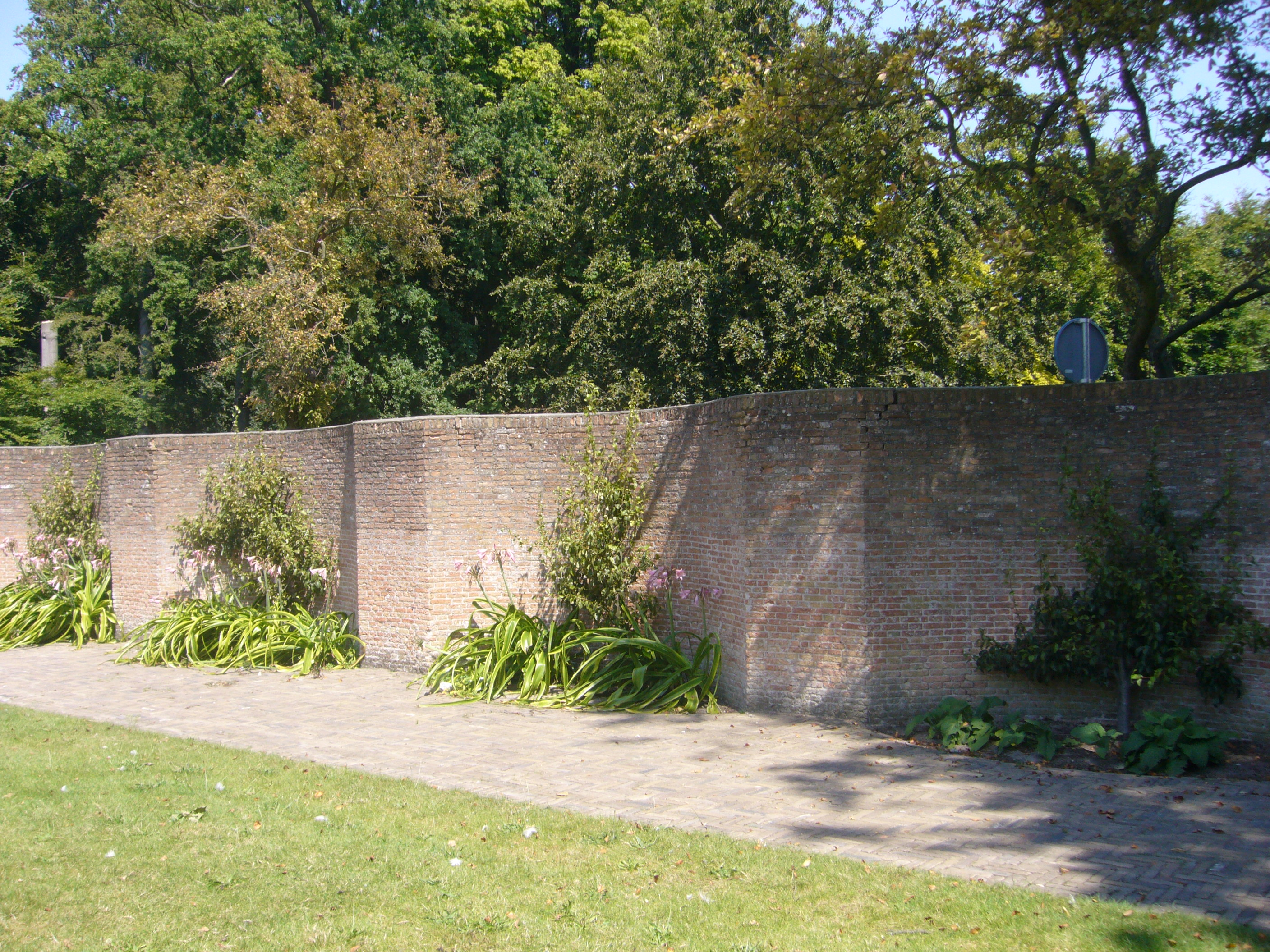
Slingermuur

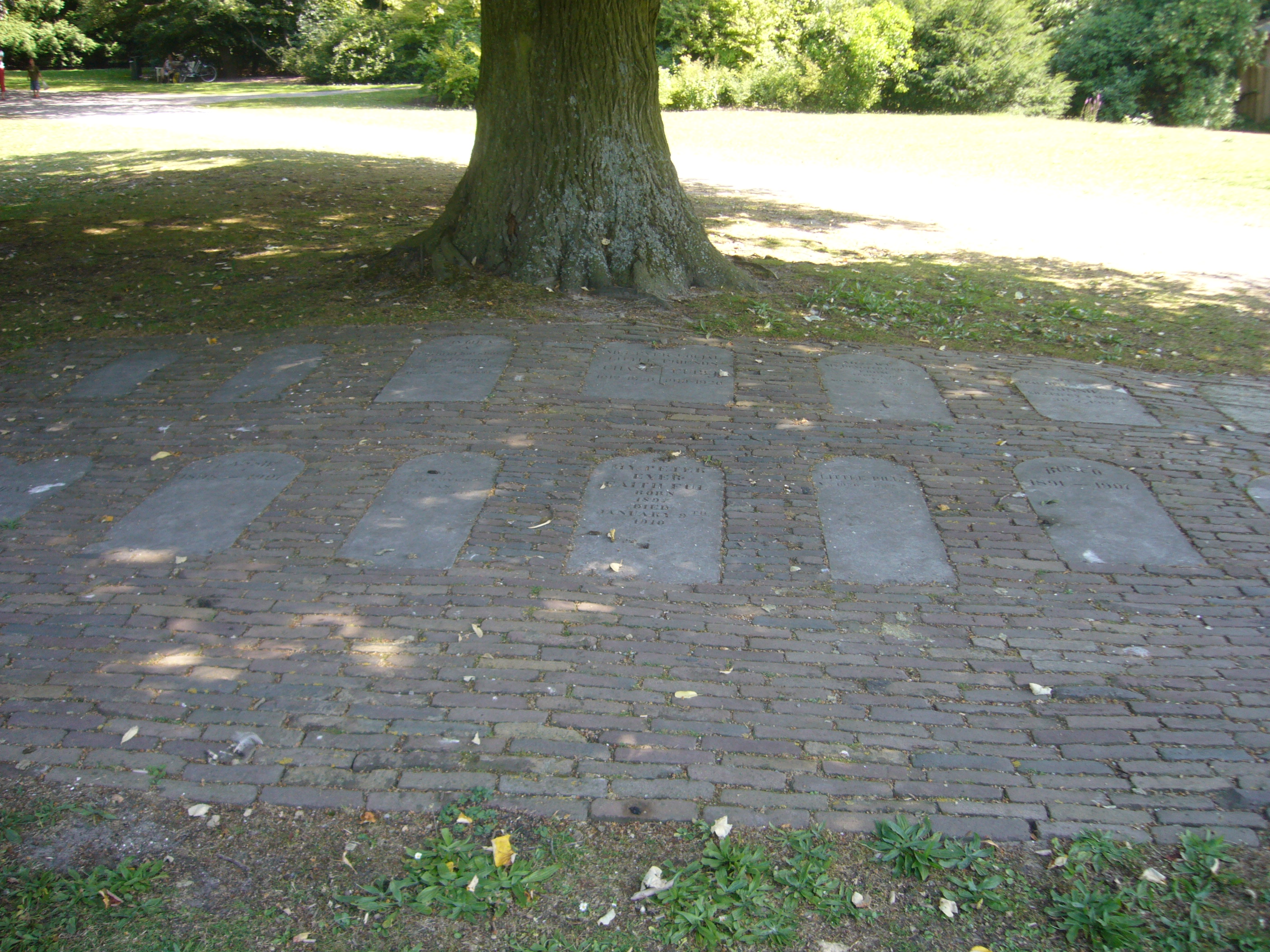
Hondegraven

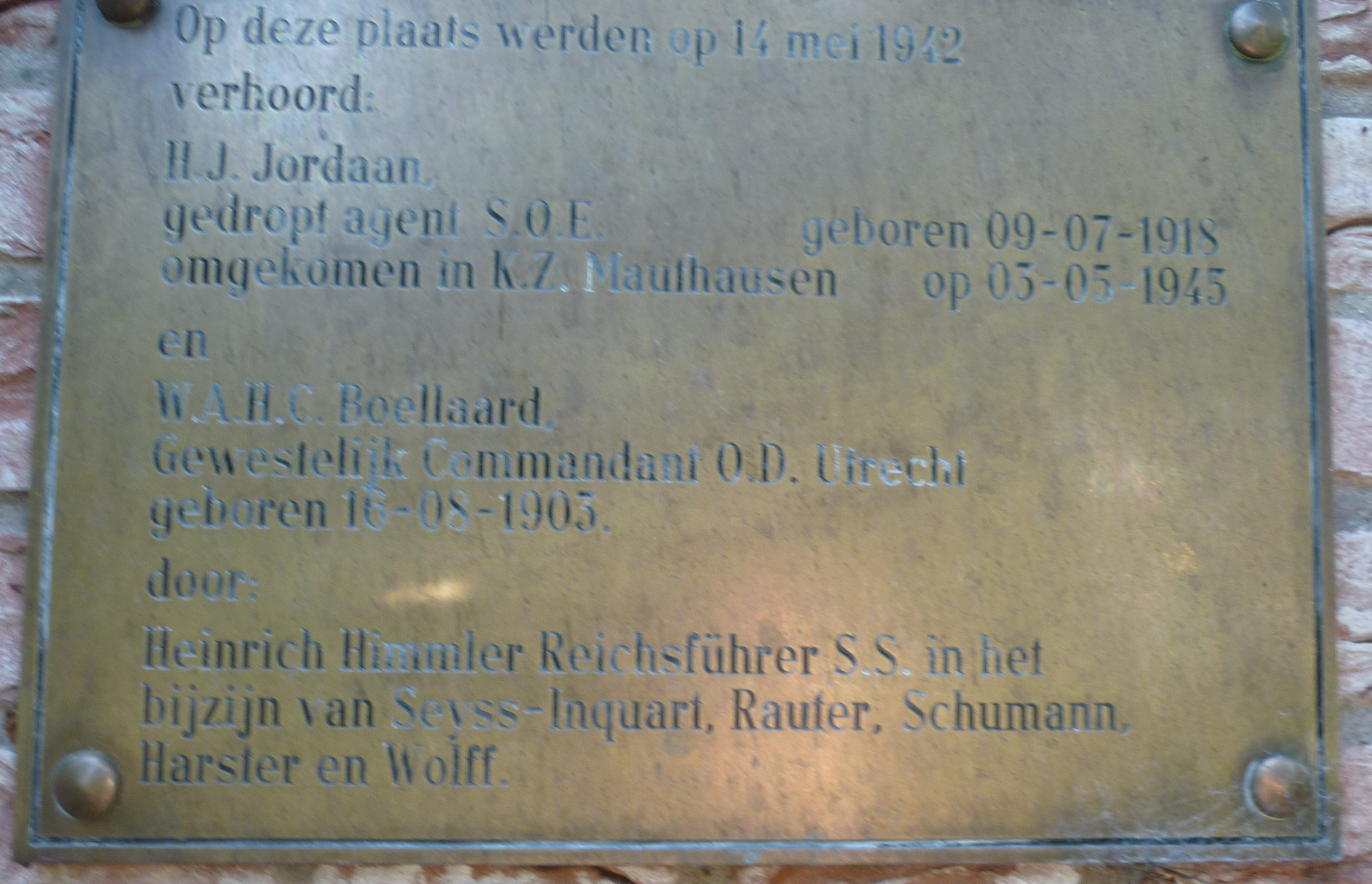
Plaquette Jordaan/Boellaard

Ook het dichte Sterrenbos is uit de tijd van freule Daisy. Er is een onderbegroeiing van azalea's en rododendrons.

### Slingermuur
De slingermuur is rond 1727-1733 gebouwd door Wigbold Slicher, en gerestaureerd in 1985. Deze dient om luwte te scheppen voor bomen met zachte vruchten zoals abrikozen, peren, perziken en pruimen. Hij wordt ten onrechte vaak de slangenmuur genoemd, maar de constructie daarvan is anders. Een slangenmuur houdt zichzelf staande, en heeft geen verdikkingen of steunen. Een verklaring voor het experimentele karakter van de muur kan zijn dat Slicher een familielid was van Pieter de la Court van der Voort, die een handboek over de tuinkunst schreef (1737).

### Oud-Hollandse tuin
Vroeger lag hier een kaatsbaan met theehuis. Het huisje bestaat nog, en de Frans aandoende stenen trappen van Springer (1887) en het bordes maken van de tuin een afgerond geheel. In het begin van de 20ste eeuw is er een oud-Hollandse tuin aangelegd met buxushagen en bloemperken. Er staat een bronzen beeld van het 'Dansende Meisje' gemaakt door kunstenaarsechtpaar Jean en Marianne Bremers uit Helvoirt.

### Hondenbegraafplaats
Freule Daisy heeft altijd honden gehad. Ze liet ze begraven onder een linde, die solitair in de tuin staat en vanuit het huis goed te zien is. De grafstenen stonden rechtop, maar Seyss-Inquart heeft ze plat laten leggen, uit angst dat scherpschutters zich erachter zouden verschuilen.

### Bereikbaarheid
53 jaar lang had buslijn 18 zijn eindpunt "onder" het park op de Laan van Clingendael. Sinds die is opgeheven komen buslijn 23 en 29 het dichtstbij, op de Van Alkemadelaan. Buslijn 22 komt in de wijk "boven" het park. Streekbus 385 heeft een halte Laan van Clingendael. 